# Організація Тодта

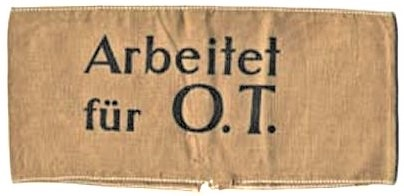
Нарукавна нашивка службовців організації Тодта

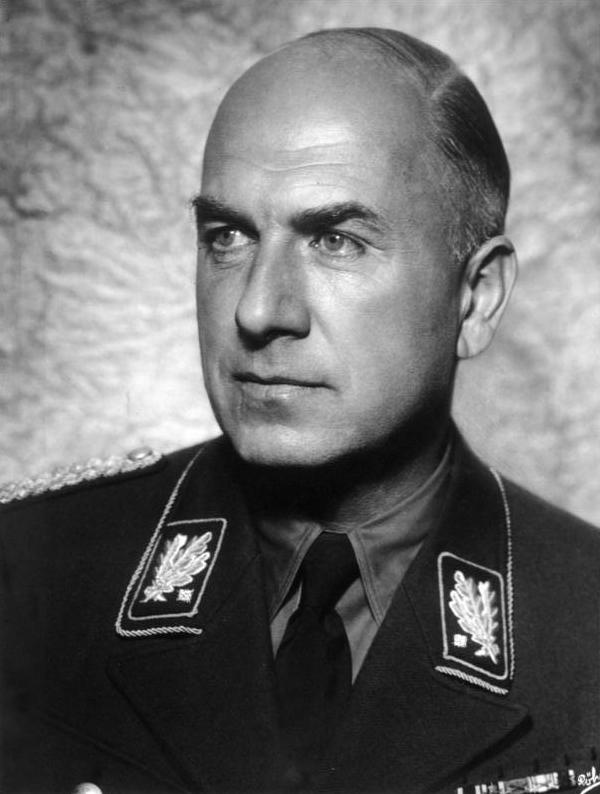
Фріц Тодт

Організація Тодта (нім. Organisation Todt, OT)  — парамілітарна, військово-будівельна організація нацистської Німеччини. Була створена в 1938, як спеціалізована напіввійськова організація, названа на честь першого її керівника нацистського інженера Фріца Тодта, що знаходилася в підпорядкуванні міністра озброєння та військового майна Третього Рейху, яка несла відповідальність за величезний спектр інженерних проектів, як напередодні Другої світової війни в самій Німеччині так і на окупованих територій від Франції до Радянського Союзу під час світової війни.

## Історія організації
28 травня 1938 Гітлер наказав Фріцу Тодту, який займав з червня 1933 посаду генерал-інспектора німецьких доріг і фактично створив принципово нову мережу німецьких автобанів, приступити до будівництва лінії з 5 000 бетонних укріплень уздовж кордонів Німеччини з Нідерландами, Бельгією, Люксембургом і Францією — Західного валу. Датою завершення будівництва повинно було стати 1 жовтня 1938. Ці укріплення повинні були допомогти німецькій армії відбити можливий наступ французів, який вони могли розпочати у відповідь на вторгнення Гітлера до Чехословаччини.
Починаючи з 22 червня 1938 Тодт залучив до будівництва 1 000 приватних будівельних фірм і організував їх у 22 головних будівельних управління {нім. Oberbauleitun-geri), які мали статус бригади. У своїй промові 18 липня того ж року Гітлер охрестив їх Організацією Тодта. Наступ французів так і не відбувся, а до кінця листопада в будівництві Західного валу брали участь вже 340 000 службовців Організації, 90 000 чоловік зі складу інженерно-будівельних частин сухопутних військ, а також 300 рот РАД. Для перевезень робітників і матеріалів (на споруду Західного валу йшов 51 % річного виробництва цементу) також використовувалося близько 9 000 залізничних вагонів, 96 000 вантажівок і 4 100 автобусів німецької Поштової служби. Загальне керівництво будівництвом здійснював штаб ОТ (нім. OT-Zentrale), який знаходився у Вісбадені. Будівельні роботи тривали аж до капітуляції Франції в червні 1940 р.
9 грудня 1938 Тодт був призначений генеральним комісаром будівельної промисловості. 4 вересня 1939 він оголосив, що ОТ буде продовжувати свою діяльність і у воєнний час як організація, що використовує реорганізовані за військовим зразком будівельні фірми, метою якої буде зведення довготривалих укріплених споруд. Безпосереднім керівником будівельних робіт призначався Ксавер Дорш. Близько 40 000 робочих ОТ служили на території Польщі в складі дорожно-будівельних (нім. Strassenbautrupps) і мостобудівних (нім. Briickenbautrupps) рот, які займалися ремонтом і розширенням пошкоджених під час військових дій комунікацій. ОТ також займалася розчищенням завалів і будівництвом житлових будинків для німецьких окупаційних військ, на цих роботах Організація Тодта використовувала і єврейські батальйони (нім. Judenbataillone), набрані в Польщі за допомогою єврейських органів місцевого самоврядування.
До початку Другої світової війни «Організація Тодта» використовувала працю виключно німецьких робітників. Службу проходили протягом одного року, і вона носила добровільний характер. Але з початком війни більшість німців були призвані до лав Вермахту, і керівництво Німеччини дійшло до висновку, що використання праці іноземних громадян має стати невід'ємною частиною німецької військової машини. Військовополонені, цивільні особи окупованих територій, так само як і населення країн-сателітів нацистської Німеччини стали основним джерелом робочої сили. До серпня 1941 року німецькі робітники становили лише п'яту частину від загального числа і, як правило, займали посади бригадирів.
Вони носили спеціальну уніформу, яка дозволяла відрізняти їх від іноземних робітників. Свастика на лівому рукаві і вузька чорна пов'язка з написом «Org.Todt» говорили про німецьке походження власника. Іноземні робітники носили цивільний одяг і сіру пов'язку на рукаві з номером групи або підрозділу, до яких вони належали. Робітники, як правило, містилися у спеціальних таборах, які перебували поза лінією фронту і ділилися на групи по 25-30 осіб, кожну з яких очолював бригадир звичайно з числа німців. Для доставки робітників в різні куточки Європи і забезпечення транспортного зв'язку з Німеччиною, «Організація» користувалася послугами двох найбільших транспортних компаній: автокорпуса «Націоналсозіалістішез Крафтфаркорпс» (нім. «Nationalsozialistisches Kraftfahrkorps» NSKK) і морської транспортної компанії «Транспортфлотте Шпеєр» (нім. «Transportflotte Шпеєр»), структурами, що займалася доставкою робітників і будівельних матеріалів для «Організації Тодта».
У 1940–1942 роках діяльність «Організації» була спрямована на будівництво берегових укріплень, бункерів для підводних човнів і аеродромів на території Західної Європи. В окупованих країнах були створені підгрупи (нім. Einsatzgruppen —EG) «Організації», які перебували під управлінням Головного офісу у Берліні (нім. Hauptzentrale). У 1942 році «Організація» налічувала сім таких підгруп: чотири — на Східному фронті, інші відповідно — в Скандинавії, Західній Європі та на Балканах. До 1944 року їх кількість збільшилася до дванадцяти.

## Керівники
- Фріц Тодт (18 липня 1938 — 8 лютого 1942)
- Альберт Шпеєр (8 лютого 1942 — 14 квітня 1944)
- Франц Ксавер Дорш (14 квітня 1944 — 8 травня 1945)

## Адміністративні одиниці Організації Тодта (нім.Einsatzgruppen)

### Німецькі (національні) та іноземні
- OT-Einsatzgruppe Italien
- OT-Einsatzgruppe Ost (Київ)
- OT-Einsatzgruppe Reich (Берлін)
- OT-Einsatzgruppe Südost (Белград)
- OT-Einsatzgruppe West (Париж)
- OT-Einsatzgruppe Wiking (Осло)
- OT-Einsatzgruppe Russland Nord (Таллінн)

### Внутрішні німецькі
- Deutschland I («Tannenberg») (Растенбург)
- Deutschland II (Берлін)
- Deutschland III («Hansa») (Ессен)
- Deutschland IV («Kyffhäuser») (Веймар)
- Deutschland V (Гейдельберг)
- Deutschland VI (Мюнхен)
- Deutschland VII (Прага)
- Deutschland VIII («Alpen») (Філлах)

## Знаки розрізненнякерівників та службовців організації Тодта

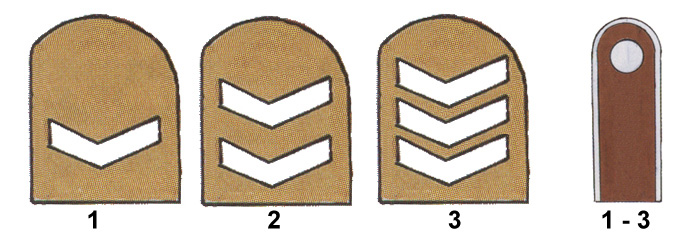
- Робітник (Vorarbeiter)- Майстер(Meister)- Старший майстер (Obermeister)

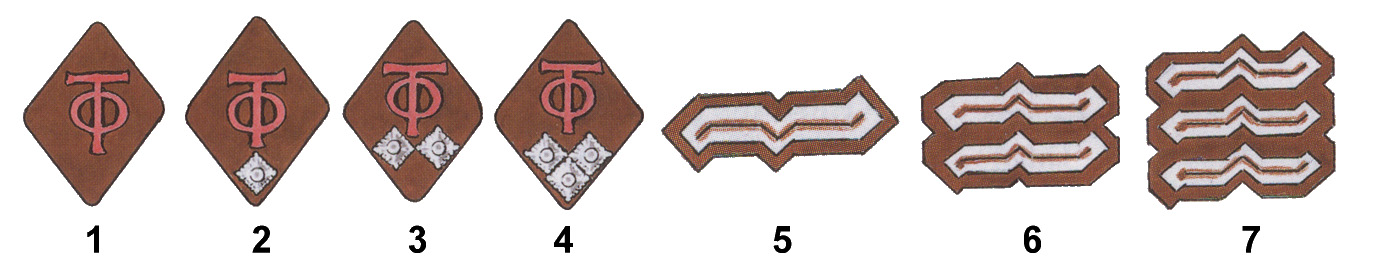
- Манншафтен (Mannschaften)- Труппфюрер (Truppführer)- Обертруппфюрер (Obertruppführer)- Гаупттруппфюрер (Haupttruppführer)- Фронтфюрер/Бауфюрер (Frontführer/Bauführer)- Оберфронтфюрер/Обербауфюрер (Oberfrontführer/Oberbauführer)- Гауптфронтфюрер/Гауптбауфюрер (Hauptfrontführer/Hauptbauführer)

1. Робітник (нім. Vorarbeiter)
2. Майстер(нім. Meister)
3. Старший майстер (нім. Obermeister)

петлиці (використовувалися з 1943)
1. Манншафтен (нім. Mannschaften)
2. Труппфюрер (нім. Truppführer)
3. Обертруппфюрер (нім. Obertruppführer)
4. Гаупттруппфюрер (нім. Haupttruppführer)
5. Фронтфюрер/Бауфюрер (нім. Frontführer/Bauführer)
6. Оберфронтфюрер/Обербауфюрер (нім. Oberfrontführer/Oberbauführer)
7. Гауптфронтфюрер/Гауптбауфюрер (нім. Hauptfrontführer/Hauptbauführer)